# フレディー・アドゥー
フレドゥア・コランテング・"フレディー"・アドゥー（Fredua Koranteng "Freddy" Adu, 1989年6月2日 - ）は、ガーナ・テマ出身の元サッカー選手。ポジションはフォワード、ミッドフィールダー。元アメリカ代表。
14歳10か月でプロデビューというメジャーリーグサッカーの最年少出場記録をかつて保持していた。

## 経歴

### 神童と呼ばれた時代
ガーナの首都アクラ郊外の港町・テマで生まれる。幼児期から大人たちに交じってボールを蹴っていたという。8歳の時、母親のグリーンカード取得を期に、家族でアメリカ・ワシントンD.C.に移り住んだ。
その後メリーランド州の私立校に通いながら、選手育成プログラム (U.S. Olympic Development Program) に参加し、本格的にサッカーを学ぶ。この頃、ある大会に出場したフレディーに目をつけたイタリアのインテルから数十万ドルの契約を持ちかけられたが、この時は母親が断った。
2002年1月、12歳でフロリダ州のIMGサッカーアカデミーに入所。2003年8月に開かれたU-17世界選手権にアメリカ代表として出場し4ゴールを挙げる活躍を見せると、そのわずか3か月後にはワールドユース選手権にも飛び級で出場。当時14歳という新星の登場は、世界中から注目された。
2004年、メジャーリーグサッカー (MLS) のMLSスーパードラフトを経て、D.C. ユナイテッドとプロ選手契約を交わす。同年4月3日には、MLS2004年シーズン開幕戦となる対サンノゼ・アースクエイクス戦で後半途中から出場しプロデビュー戦を飾った。デビュー当時の14歳10か月（14歳306日）という年齢は、フィラデルフィア・ユニオンのキャバン・サリバンが2024年7月18日に14歳293日に更新するまで、20年にわたりMLSの史上最年少出場記録であった。デビューから2週間後の2004年4月27日には、対メトロスターズ戦でプロ初ゴールを挙げた。
プロ1年目の2004年シーズンは全30試合に出場し、5得点と3アシストを記録。同年のMLSカップ優勝に貢献した。その後もチームの主力選手として活躍し、"Player of the Week" や "Goal of the Week" 賞に複数回選ばれたほか、過去特別推薦枠でMLSのオールスターチームに選ばれるなど、その実力は10代にしてリーグトップクラスとも評価されていた。また2006年シーズンはミッドフィールダーとして起用される機会も増え、守備面での成長も見られるようになった。

### 海外移籍と低迷
2006年1月、ワールドカップドイツ大会を間近に控えたアメリカA代表チームに招集され、同1月22日のカナダ代表との親善試合でA代表デビューを果たした。しかし招集はこの時のみで、本大会メンバーからも外れている。U-20W杯カナダ大会の地区予選ではU-20アメリカ代表の主将を務めた。
2006年12月、アロケーション（Allocation, 戦力分配）制度に伴う交換トレードでレアル・ソルトレイクに移籍した。2007年6月、SLベンフィカへ移籍したが、11試合の出場に終わった。2008-09シーズンはASモナコにレンタル移籍したが、途中出場のみ9試合の出場で、出場時間は計88分にとどまった。2009年8月、CFベレネンセスにレンタル移籍が決定。2010年1月6日、アリス・テッサロニキにレンタル移籍が決定。アリス・テッサロニキでのレンタル終了後、自ら他チームのテストを受けに出かけ、スイスのFCシオンやデンマークのレンジャーズFCなどで入団テストを受けたものの不合格となる。2011年2月にトルコ2部のチャイクル・リゼスポルへのレンタル移籍が決定。
その後2011年にアメリカへ戻り、2012年にフィラデルフィア・ユニオンと契約して2014年まで在籍した。2014-15年はブラジルのECバイーア、セルビアのFKヤゴディナ、フィンランドのクオピオン・パロセウラとチームを転々とした。
2015-16年にUSLのタンパベイ・ローディーズでプレーして以降、所属が決まらなかったが、2018年3月にUSLの新規加入チームであるラスベガス・ライツに入団した。シーズン終了後の同年12月にライツを退団した。
およそ2年間を無所属で過ごした後、2020年10月にスウェーデン3部リーグのエステルレーンからオファーを受けて2021年1月にチームに合流した。しかしコンディション不良のため、同年2月に解雇された。
2024年7月にキャバン・サリバンがMLSの史上最年少出場記録を更新した際、前記録保持者となったアドゥーについても近況が伝えられ、既に引退したことが報じられている。

## 備考
- 2006年オフシーズン、イングランドのチェルシーFCが850万ドル（約10億円）という破格の移籍金で獲得交渉中であると報じられた。しかし本人はD.C. ユナイテッドでのプレー続行を希望し、報道を否定した。その後2006年11月にはマンチェスター・ユナイテッドFCの練習に参加し、同チーム監督のアレックス・ファーガソンがその才能を称賛するコメントを出すなど、欧州の列強クラブから注目されていた。2007年2月にレアル・マドリード公式サイトに掲載されたインタビュー記事の中では、「いつかレアル・マドリードでプレーするのが夢」と語っていた。2007年夏の移籍市場で争奪戦を制したのはポルトガルのSLベンフィカだった。
- 2歳下の弟、フロ・アドゥー (Fro Adu, Fredua Akoto Adu) もサッカー選手。ポジションはディフェンダーで、アメリカU-15、U-17代表を経験している。